# Intel X99
Intel X99是英特尔设计和制造的桌上型電腦平台路徑控制器。  :10
Intel X99支持Haswell-E和Haswell-EP微架構的Intel Core i7 Extreme 、Intel Xeon E5-16xx v3 和 E5-26xx v3中央处理器。所有Intel X99支持的处理器的CPU插座均為LGA 2011。  
Intel X99于2014年8月底发布，其支持的处理器于2014年8月底（Haswell-E）和2014年9月初（Haswell-EP）发布。  2016年 5月起，Broadwell-E和Broadwell-EP微架構的 i7 Extreme 、Intel Xeon E5-16xx v4 和 E5-26xx v4 处理器得到了Intel X99的支持。 
Intel X99支持SATA3.0  :4–10 、SATA Express、M.2 、USB 3.0、USB 2.0   :7,9、英特尔千兆以太网控制器、 :7,76–83DDR4内存。Intel X99還支持处理器超頻、  